# Туалетная бумага

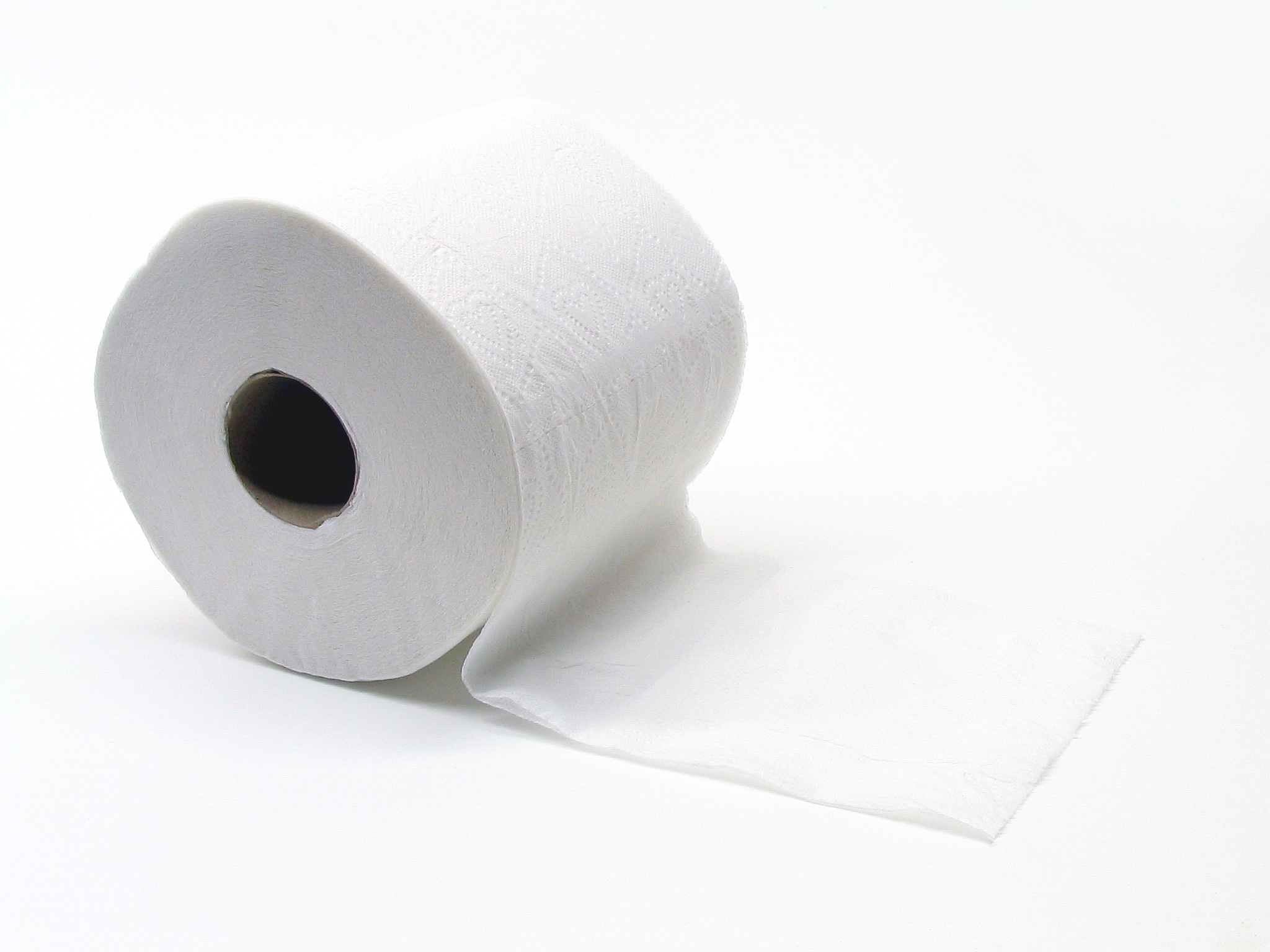
Рулон туалетной бумаги с картонной втулкой

Туале́тная бума́га — бумажное изделие, используемое в санитарно-гигиенических целях. Выпускается в рулонном или листовом видах.

## Характеристики
Туалетная бумага сегодня производится из специальной бумаги санитарно-гигиенического назначения, сырьём для которой обычно служат макулатура и целлюлоза.
Среди прочих видов целлюлозно-бумажной продукции специально выпускаемая туалетная бумага выделяется:
- просечками (перфорацией), облегчающими отделение листов от оставшегося рулона;
- высокой гигроскопичностью;
- низкой механической прочностью и малым содержанием связующих веществ;
- отсутствием или малым содержанием веществ, препятствующих разрушению бумаги под действием воды и иных факторов.

Для СГИ ключевое значение имеют разные свойства. К важным свойствам туалетной бумаги относятся мягкость (объемная и поверхностная), прочность и водорастворимость. Гигроскопичность не является ключевым свойством для туалетной бумаги ни с точки зрения производителя, ни с точки зрения потребителя. Потребительские качества туалетной бумаги в разных странах отличаются.

## История

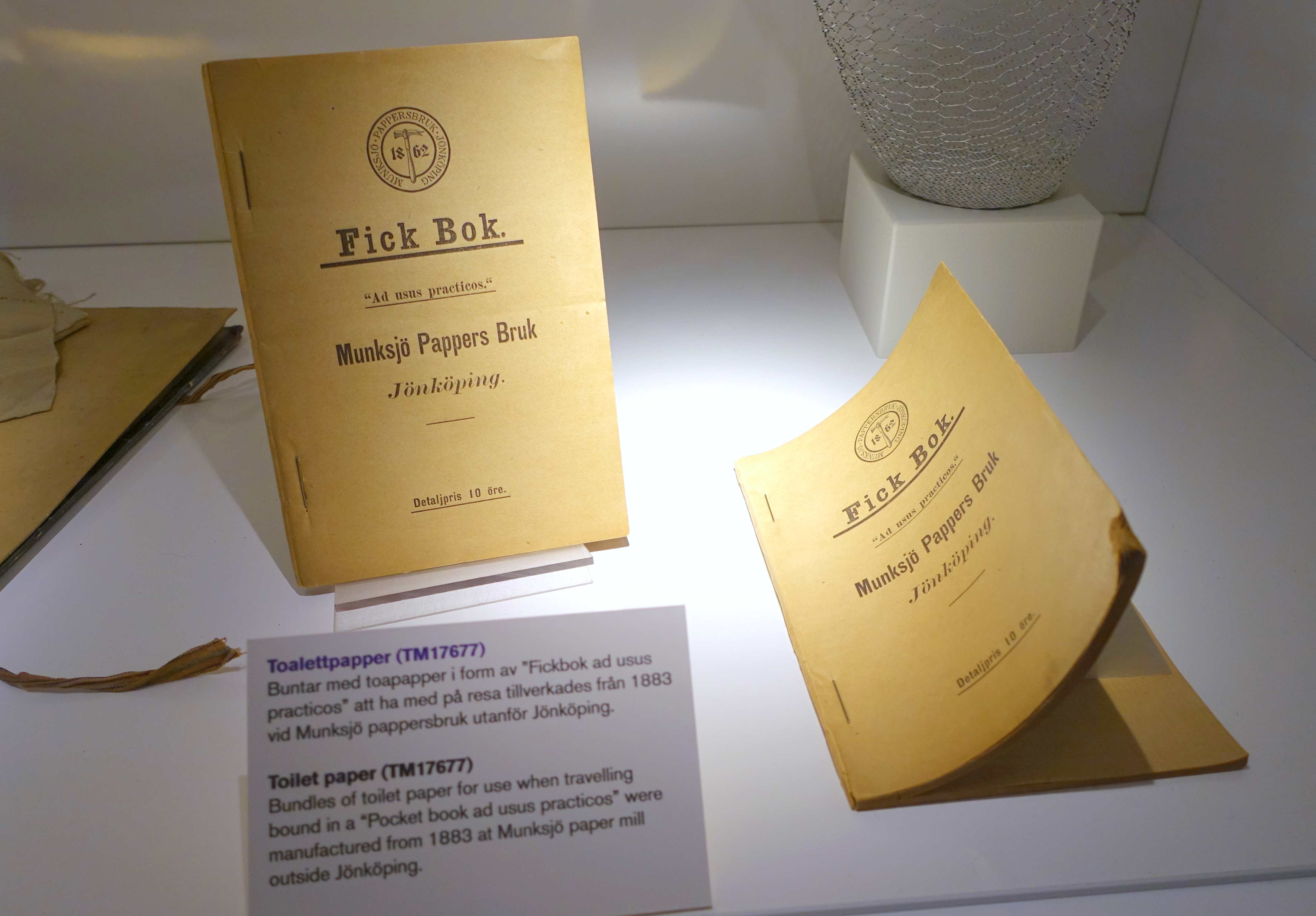
Листы туалетной бумаги «для поездок», скреплённые в виде брошюрки, 1883 г.

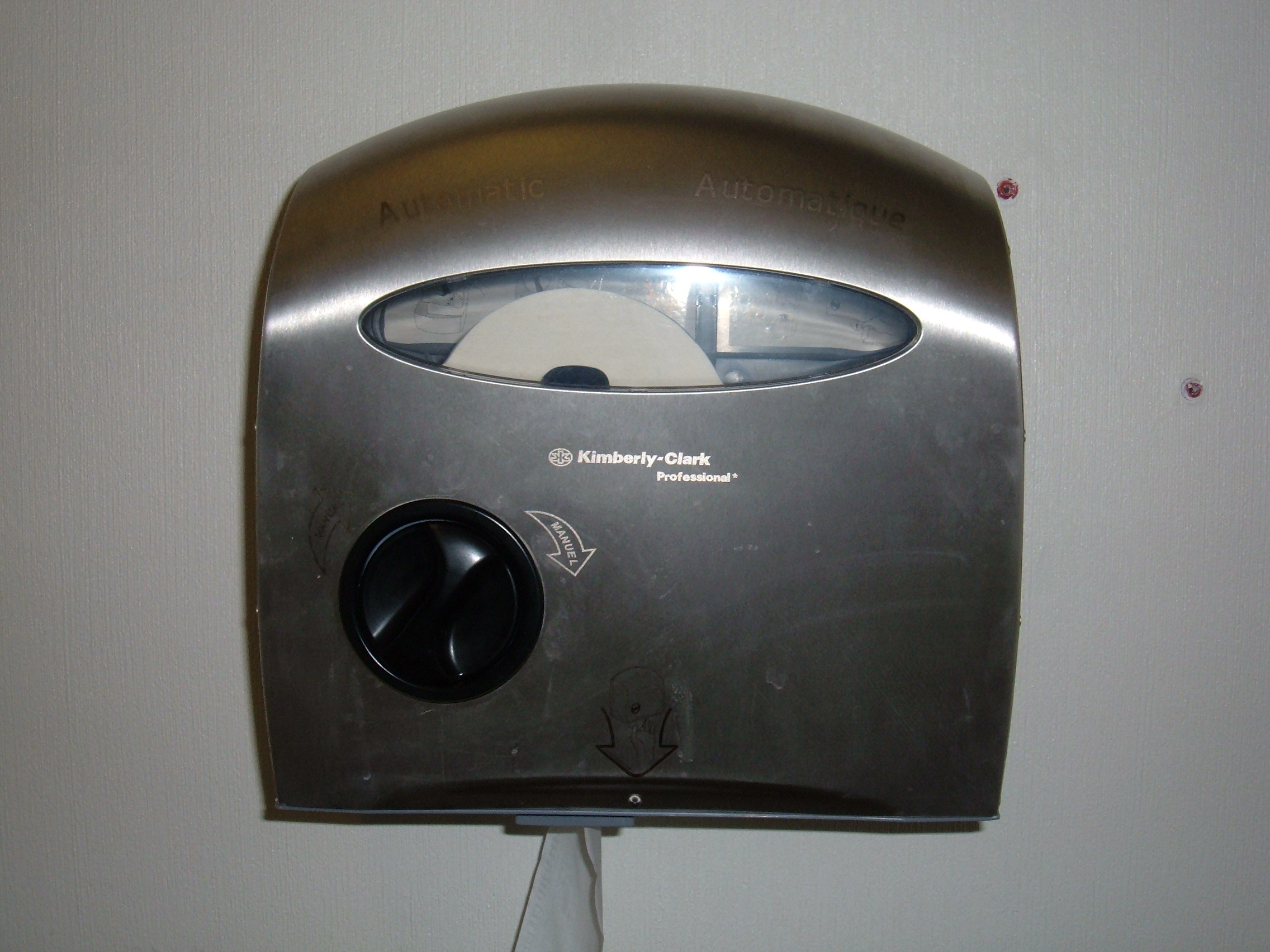
Диспенсер для туалетной бумаги в общественном туалете

Впервые использовать бумагу в санитарно-гигиенических целях начали в Китае. Наиболее раннее упоминание об этом относится к 589 г. н. э. Свидетельства 851 года подтверждают, что туалетная бумага широко использовалась в Китае и изготавливалась с использованием рисовой соломы. А к 1393 г. для императорского двора ежегодно уже поставляли 720 тысяч листов туалетной бумаги (61x91 см), а также 15 000 квадратных (со стороной в 7,62см) листов специальной — толстой, мягкой ароматизированной светло-жёлтой — для семьи императора.
В 1857 году нью-йоркский бизнесмен Джозеф Гайетти выпустил туалетную бумагу, нарезанную аккуратными квадратами и упакованную в пачки. Он так гордился своим изобретением, что на каждом листочке печатал своё имя. Упаковка содержала 500 листов и стоила 50 центов.
Во многих странах люди вместо специальной туалетной бумаги использовали бумагу типографскую. В США вторичному использованию подвергались рекламные каталоги, рассылавшиеся по почте. В 1919 году Farmers' Almanac был произведён с заранее предусмотренным отверстием для подвешивания в туалете.
25 июля 1871 года в Seth Wheeler из Олбани, США, был выдан патент № 177355 на упаковочную бумагу в рулонах с перфорированной линией отрыва. Эта же идея была впоследствии использована для туалетной бумаги.
Seth Wheeler создал Albany Perforated Wrapping Paper Company и в 1877 году начал продавать перфорированную туалетную бумагу в рулонах.

В Великобритании производство туалетной бумаги в рулонах с перфорацией начали в 1879 году под руководством Walter Alcock. 

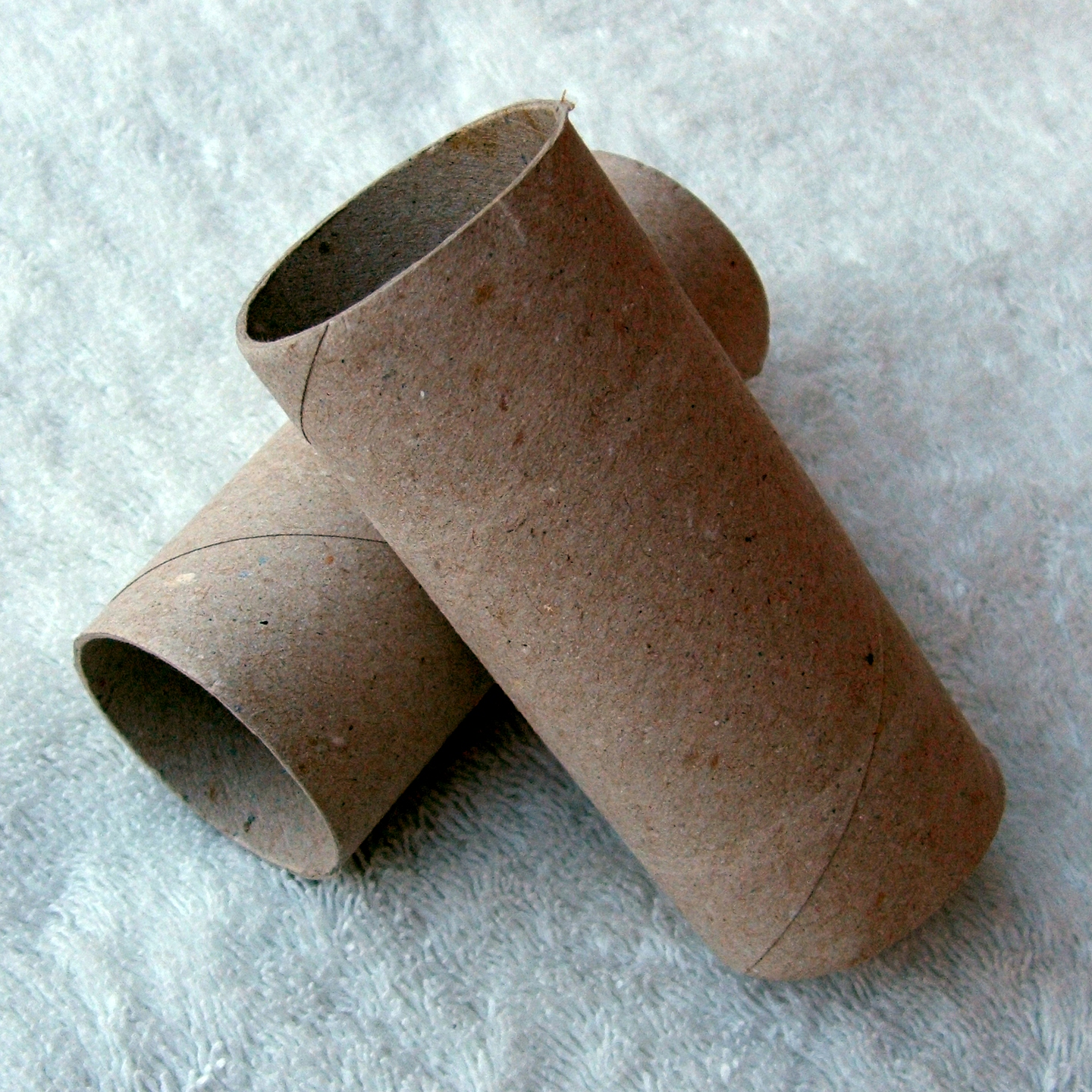
Картонные втулки рулончиков туалетной бумаги

В 1883 Seth Wheeler также изобрел туалетную бумагу с перфорацией, в рулоне, с центральной картонной втулкой (патент № 272369). В 1885 году зарегистрирован патент № 333183 на рулон туалетной бумаги с улучшенной перфорацией. В этом же году запатентован удобный держатель для туалетной бумаги. До того времени, в основном, использовалась неперфорированная туалетная бумага в рулонах. Для её нарезки предлагались держатели с интегрированным ножом.
Британская компания «W.W.Colley&Co.» в 1889 году получила медаль на Парижской выставке за изготовление туалетной бумаги с эвкалиптом.
В 1890 году компания «Scott Paper Company» первой запустила производство туалетной бумаги в рулонах в индивидуальной брендированной упаковке магазина продавца. В том же году впервые была размещена реклама туалетной бумаги в печатном издании. К 1925 году компания «Scott» стала мировым лидером по производству и продаже туалетной бумаги.

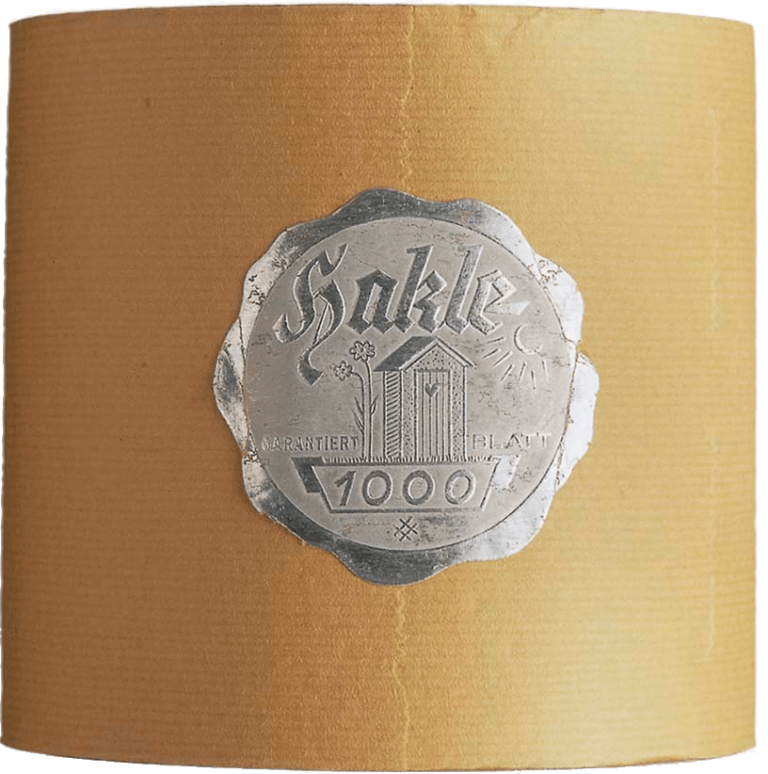

Рулонная перфорированная туалетная бумага с гарантированным количеством листов была придумана немецким предпринимателем Хансом Кленком в 1928 году. В каждом рулоне насчитывалась ровно тысяча листков, отделённых друг от друга перфорацией. В 1928 году он основал фабрику в Людвигсбурге. Для названия фирмы он использовал первые буквы своего имени и фамилии: «Hakle». Он придумал эффективный с психологической точки зрения рекламный лозунг: «Требуйте рулоны Hakle, и вам не придется произносить слова „туалетная бумага“».
В 1932 году в продаже впервые появилась туалетная бумага под брендом «Charmin» в упаковке по 4 рулона. До тех пор каждый рулон продавался в индивидуальной упаковке.
В 1942 году бумажная фабрика «St.Andrews Paper Mill» в Лондоне дала миру первую двухслойную туалетную бумагу, которая отличалась повышенной мягкостью и прочностью.
В 1954 году компания Northern Paper Mills (впоследствии — Northern Products Division (A Marathon Division of American Can Company), с 1982 года — часть James River Corporation, с 1997 года — часть Fort James Corporation, с 2000 года — часть Georgia-Pacific (далее — GP)) под брендом «Northern» представила впервые цветную туалетную бумагу.
В 1955 году появилась первая телереклама туалетной бумаги. Заказчиком выступила компания «Scott».
В 1964 году появилась ароматизированная туалетная бумага.
Влажная водорастворимая туалетная бумага появляется в разных странах в разное время. В 2001 году «Kimberly-Clark» предложила покупателям влажную туалетную бумагу, намного позже компании «Hakle» предложившей бренд «Hakle Feucht» в 1977 году.
В 2010 году компания «Kimberly-Clark» выпускает первую бумагу без втулки.
В 2016 году представлена впервые смываемая втулка (для брендов «Tork» и «Zewa»).

## Современная туалетная бумага

### Ассортимент
Туалетная бумага бывает однослойная, двухслойная и многослойная (трёхслойная, реже — с 4—6 слоями). Масса квадратного метра одного слоя бумаги колеблется, обычно, от 15 (для многослойной) до 35 (для однослойной) граммов. Масса типичного рулона колеблется от 50 до 150 граммов.
С конца XX века многими производителями начала выпускаться и влажная туалетная бумага, которую некоторые производители рекомендуют использовать после обычной туалетной бумаги как завершающую стадию. Влажная туалетная бумага в отличие от влажных салфеток, быстро разлагается (растворяется) в воде.
Рулоны туалетной бумаги бывают с внутренней картонной втулкой или без неё. Наличие отверстия в рулоне позволяет закрепить рулон на специальном держателе для рулонов туалетной бумаги.

### Основные бренды
США: Quilted Northern (GP), Angel Soft(GP), Charmin (P&G), Cottonelle (K-C), Scott (K-C) и т. д.
Европа: Zewa (Essity), Lotus (Essity) и т. д.

### Производители
В 2017 году крупнейшими производителями туалетной бумаги в мире были «Procter & Gamble» и «Kimberly-Clark».

### Потребители
В разных странах потребление туалетной бумаги отличается. В США, Германии и Великобритании в год потребляют более 11 кг туалетной бумаги на человека, в Японии, Австралии, Испании, Франции, Италии по 6—8 кг туалетной бумаги в год на человека. В Китае подушевое потребление составило около 4,4 кг за год. При этом лишь 30 % населения земного шара использует туалетную бумагу повседневно. В результате проведенного в 2000 году исследования было установлено, что женщины тратят больше туалетной бумаги, чем мужчины.

### Технология производства
Для производства туалетной бумаги используются два основных вида сырья: первичное волокно (как правило, из древесины) и макулатура. Туалетная бумага может быть изготовлена как целиком из одного вида сырья, так и из их смеси в разных пропорциях. Иногда добавляются альтернативные волокна (пшеничная солома, рис). Также вместо древесины для изготовления туалетной бумаги может использоваться бамбук или сахарный тростник.
Для изготовления тиссью используется макулатура марок МС-1А и МС-2А, которая может быть разбавлена макулатурой МС-7Б и МС-8В в случае нехватки сырья.
Для изготовления тиссью используются специальные бумагоделательные машины (БДМ), что обусловлено специфическими требованиями к готовой продукции. Скорость изготовления бумаги может превышать 2000 метров в минуту. Производительность БДМ в 20-х годах составляет около 70000 тонн в год. Габариты БДМ составляют десятки метров.
В производстве бумаги используются различные химикаты: для поддержания работоспособности оборудования, для подготовки сырья (очистка, отбеливание, ароматизация, окраска), для очистки стоков. В 20-х годах популярен переход на производство бумаги с меньшим использованием химикатов, или заменой вредных на экологически безопасные (например, использование пероксида водорода вместо хлора для отбеливания макулатурной массы).
По конструкции БДМ можно разделить на два вида: CWP (Conventional Wet Press) и TAD (Through Air Dryer) машины. CWP машины используют обычные башмачные прессы для первичного удаления влаги с сырья после этапа формирования и до попадания на Yankee dryer (янки драм — большой разогретый металлический цилиндр диаметром несколько метров для удаления влаги). В TAD машинах, разработанных в 1960-х годах, вместо башмачного пресса, или дополнительно к нему, используются один или несколько сетчатых барабанов для просушки полотна потоком воздуха.
Специфическим производственным этапом в изготовлении туалетной бумаги является крепирование — процесс, разрушающий часть связей между волокнами, возникших в процессе сушки.
При изготовлении туалетной бумаги часто применяется тиснение. В случае изготовления многослойной туалетной бумаги тиснение склеиваемых слоев позволяет достичь прочности всего полотна, с сохранением высокой водорастворимости.

## Производство в России

### История
В дореволюционной России производство туалетной бумаги было незначительным и осуществлялось на территории Санкт-Петербургской губернии. С 1910 по 1912 годы там производилось около 120 тысяч пачек туалетной бумаги ежегодно. Пачка туалетной бумаги стоила около 15 копеек.
По другим данным, производство туалетной бумаги в 1912 году составило 137,4 тысячи пудов и велось исключительно на территории впоследствии сформированного Северо-Западного экономического района СССР.

Предположительно, после революции и до 1937 году туалетная бумага импортировалась в СССР. Возможно, в 1937 г. было налажено её производство, но она не пользовалась массовым спросом. В 1939 году в каталоге выпускаемых в СССР бумаг присутствовала туалетная бумага, произведенная на фабрике в Кондрове. Однако и в планах четвертой пятилетки (1946—1950 гг.) было создание предприятий по изготовлению туалетной бумаги.

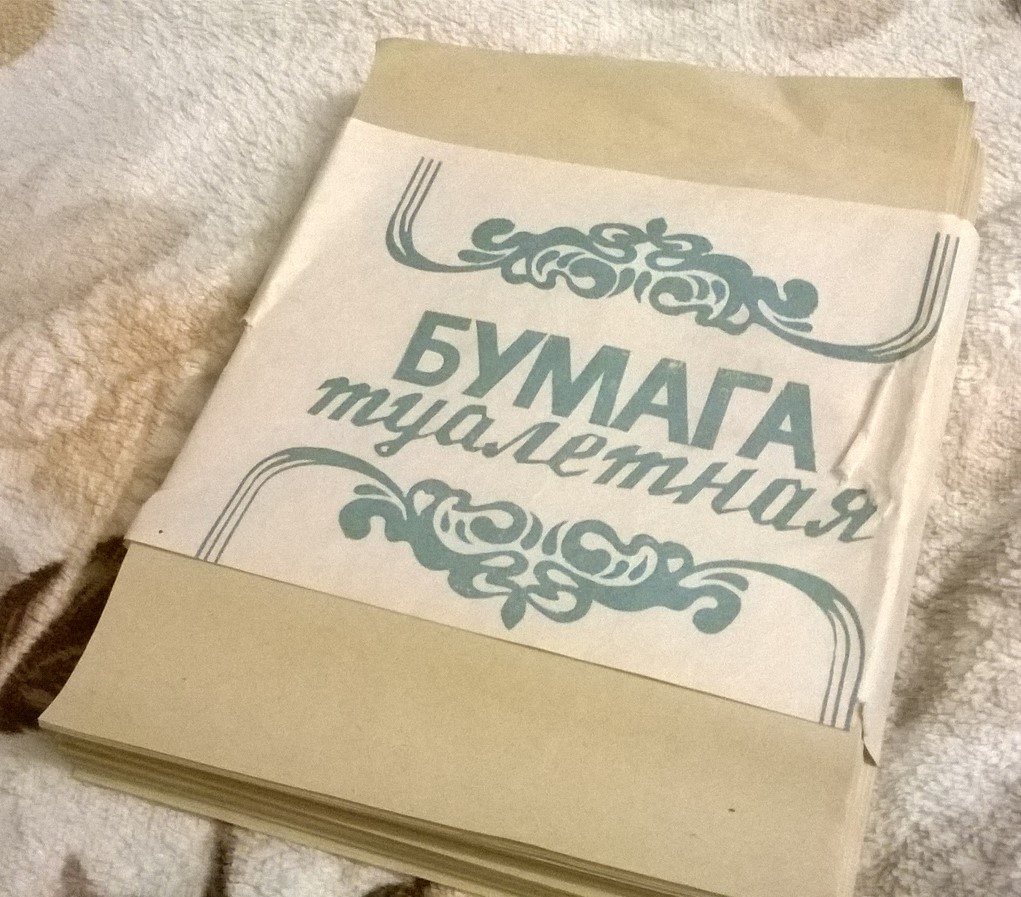
Российская листовая туалетная бумага

До 1960-х годов туалетная бумага распространялась в листовой форме. Массовый спрос на туалетную бумагу появился только после того, как в 1960-е годы процент городского населения значительно превысил сельское, в крупных городах произошло массовое переселение в отдельные квартиры, и в СССР произошла бытовая революция, в ходе которой резко повысилась и нужда в индивидуальной санитарии. За спросом последовал дефицит, усилившийся к 1980-м годам.
В 1965 году первые гигиенические изделия из бумаги были произведены на григишкской фабрике.
Первый завод по массовому производству туалетной бумаги в рулонах на территории СССР (ныне России) появился в 1969 году в Сясьстрое. За пятилетку выпуск  был удвоен — до 66,7 миллионов рулонов в год, но и этого количества отчаянно не хватало. Рулон бумаги на всей территории СССР стоил 24 копейки.
Широкое распространение туалетная бумага в рулонах получила в России после открытия соответствующих производств в 1987 году на Сыктывкарском ЛПК и 20 июня 1988 на Набережночелнинском картонно-бумажном комбинате, а также на предприятии в Кондрове.

### Туалетная бумага в России в XXI веке

#### Регламентирование
Туалетная бумага как продукция относится к типу 17.22.11.110 «Бумага туалетная из бумажной массы, бумаги, целлюлозной ваты и целлюлозных волокон и полотна из целлюлозных волокон» раздела «C» ОКПД2
Производство туалетной бумаги относится к типу 17.22. «Производство бумажных изделий хозяйственно-бытового и санитарно-гигиенического назначения» ОКВЭД2 или к типу 21.22 по ОКВЭД
Производство туалетной бумаги в Российской Федерации — России регламентируется ГОСТ Р 52354-2005 «Изделия из бумаги бытового и санитарно-гигиенического назначения. Общие технические условия».

#### Производство и ассортимент
Основными поставщиками бумагоделательных машин для предприятий на территории России в начале XXI века являются только зарубежные компании:
- Andritz (например, БДМ на заводе Архбум в Калужской области[58]);
- Valmet (например, БДМ на заводе в Сыктывкаре[31], БДМ на заводе Архбум в Калужской области[36]);
- OverMade (например, БДМ на Сяськом ЦБК[31]);
- A.Celli group (например, БДМ на заводе SCA[31]).

##### Развитие
В 1998 году открывается крупное производство иностранной компании SCA (с 2017 — Essity) на Светогорском ЦБЗ. Годом позже открываются заводы Кубань-Папир (Краснодарский край), Никмас (Челябинск). Следующие 10 лет количество заводов производящих СГИ постепенно растет в разных регионах РФ.
В 2010 году начинается период активного развития предприятий СГИ в РФ. В 2010 открывается очередной завод шведской SCA (ныне Essity) в Советске (третий завод Essity в Веневе не производит туалетную бумагу), Кимберли-Кларк (США) открывает производство в Ступино (однако без производства туалетной бумаги), Constell Group (принадлежит Сергею Галицкому) — в Адыгее. в 2013 Сыктывкар Тиссью Групп (принадлежит Сергею Погорелову) открывает завод в Ярославской области. Pulp Invest открывает производство туалетной бумаги в Казани.
По данным издания «ЦБК экспресс», в 2014 году в России было произведено 3199,772 (104,93 %, 2014/2013) млн условных рулонов туалетной бумаги, что составляет чуть менее 22 рулонов на одного человека в год. Крупнейшими производителями туалетной бумаги, по данным издания «Целлюлоза. Бумага. Картон.»[уточнить], по состоянию на 1 января 2014 года, являются следующие предприятия:
- ООО «Эс-Си-Эй Хайджин продактс Раша» (2 завода: Ленинградская область, Тульская область);
- ЗАО «Набережночелнинский КБК» (Республика Татарстан);
- ОАО «Сясьский ЦБК» (Ленинградская область);
- ОАО «Сыктывкар Тиссью Груп» (2 завода: Республика Коми, Ярославская область).
- ООО «Кубань-Папир» (г. Краснодар)[61].

Турецкая компания Hayat Kimya занимает большую часть российского рынка туалетной бумаги. Первый завод был построен в Татарстане в 2015 году, второй — в том же регионе в 2019 году, в 2021 году в Калужской области был построен третий завод.
В 2019 году объём продаж туалетной бумаги в России достиг в денежном выражении 35 миллиардов рублей, увеличившись на 20 % по сравнению с предыдущим годом. Российский рынок стал восьмым в мире.

###### Объем производства рулонов туалетной бумаги в России (год / млн рул.)[64][65][66][67][68].
- 1969 — 31,
- 2010 — 2120,
- 2011 — 2387,
- 2012 — 2685,
- 2013 — 2988,
- 2014 — 3199,
- 2015 — 3431,
- 2016 — 3850,
- 2017 — 4324,
- 2018 — 4443,
- 2019 — 5083,
- 2020 — 5508,
- 2021 — 5770,
- 2022 — 6986.

В 2020 году из России экспортировано туалетной бумаги на сумму более 50 миллионов долларов. В первой половине 2022 года объем производства туалетной бумаги составил 3,2 миллиарда рулонов.

###### Динамика цен
С 2019 по 2022 год цены производителей на туалетную бумагу в России выросли на 24,7 %. Розничные цены в России лишь в 2022 году поднялись на 28,6 % и составила в среднем 20,5 руб. за рулон.

##### Основные бренды в России
В 2022 году:
- Papia, Familia — Hayat Kimya (Турция).
- Zewa, Tork — Essity (Швеция).
- Soffione — Архбум тиссью групп (часть Pulp Mill Holding GmbH, Австрия).
- Мягкий знак, Kleo — Сяський ЦБК (принадлежит кипрскому фонду).
- Veiro — Сыктывкар Тиссью Груп (принадлежит кипрскому фонду Sunken Finance).[62]
- Kleenex — Kimberly-Clark (производство осуществляется на мощностях Сыктывкар Тиссью Груп)
- Plushe — Кубань-Папир (частное предприятие под контролем семьи Мининых)[71][72]

###### Покинувшие российский рынок
Lotus — один из первых брендов потребительской туалетной бумаги, поставлявшийся в Россию с 1994 года. С 1997 года эта туалетная бумага производилась в Подмосковье. В 2011 году бренд Lotus перешел из портфеля Georgia Pacific (США) в портфель Metsä Tissue (Финляндия). Производство осуществлялось на заводе Metsä Tissue в Атепцево. В 2013 Metsä Tissue приняла решение о прекращении продаж потребительской туалетной бумаги Lotus на российском рынке. Lotus Professional — бренд туалетной бумаги для бизнеса. В 2012 перешел из портфеля GP(США) в портфель SCA(Швеция), внутри портфеля был поглощен брендом Tork в 2013—2014 годах.
Lambi и Mola — бренды принадлежат компании Metsä Tissue(Финляндия) построившей завод в 2008 в Атепцево (Московская область) и 2013 в Ворсино (Калужская область). В 2015 году компания заявила о закрытии производства и прекращении поставок продукции под брендами Lambi и Mola.

#### Перспективы
В ближайшие, после 2022, годы запланировано значительное увеличение производства СГИ. Это должно произойти за счет предоставления льгот в ОЭЗ и льготных государственных кредитов через ФРП на создание новых и расширение существующих производств.

## Нестандартное использование

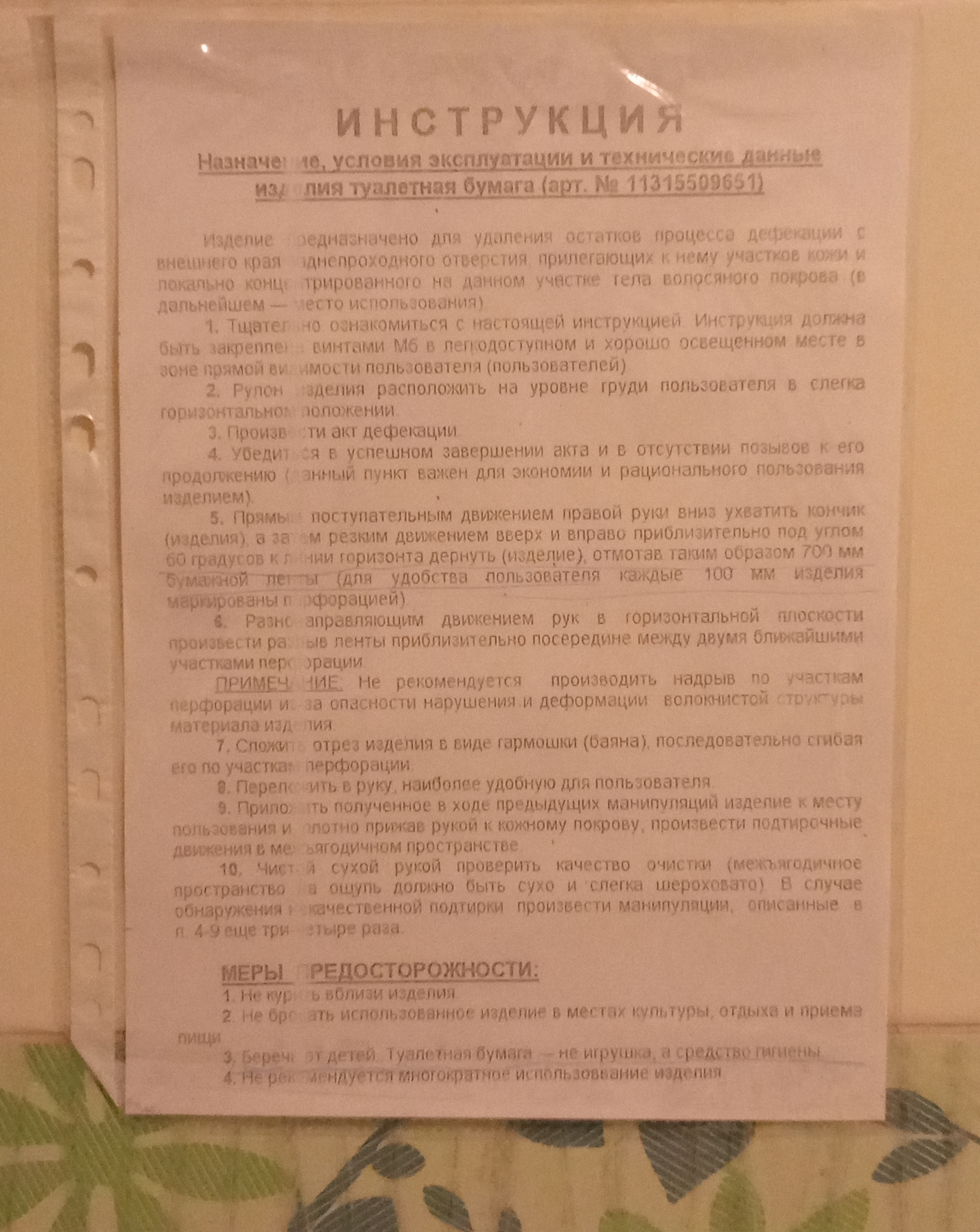
Туалетный юмор, посвящённый применению туалетной бумаги

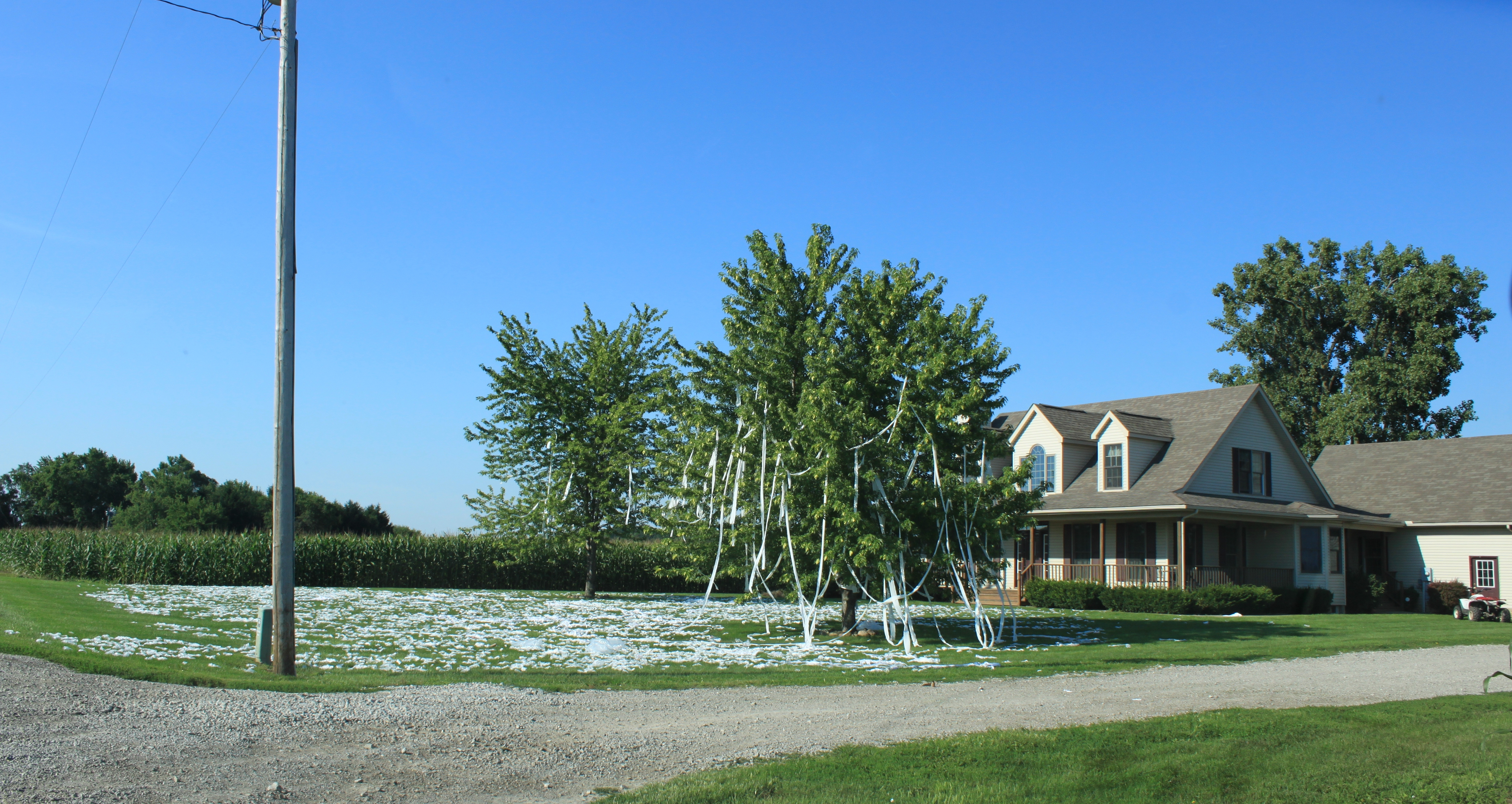
TP’ing дерева

С 2005 года проходит ежегодный конкурс свадебного платья из туалетной бумаги.. Существует популярное развлечение — закидать разворачивающимися рулонами бумаги дом или дерево. Для обозначения такого досуга используется термин «TP’ing». Туалетная бумага часто является предметом туалетного юмора. 26 августа считается в США национальным днем туалетной бумаги.

## Расположение рулона туалетной бумаги

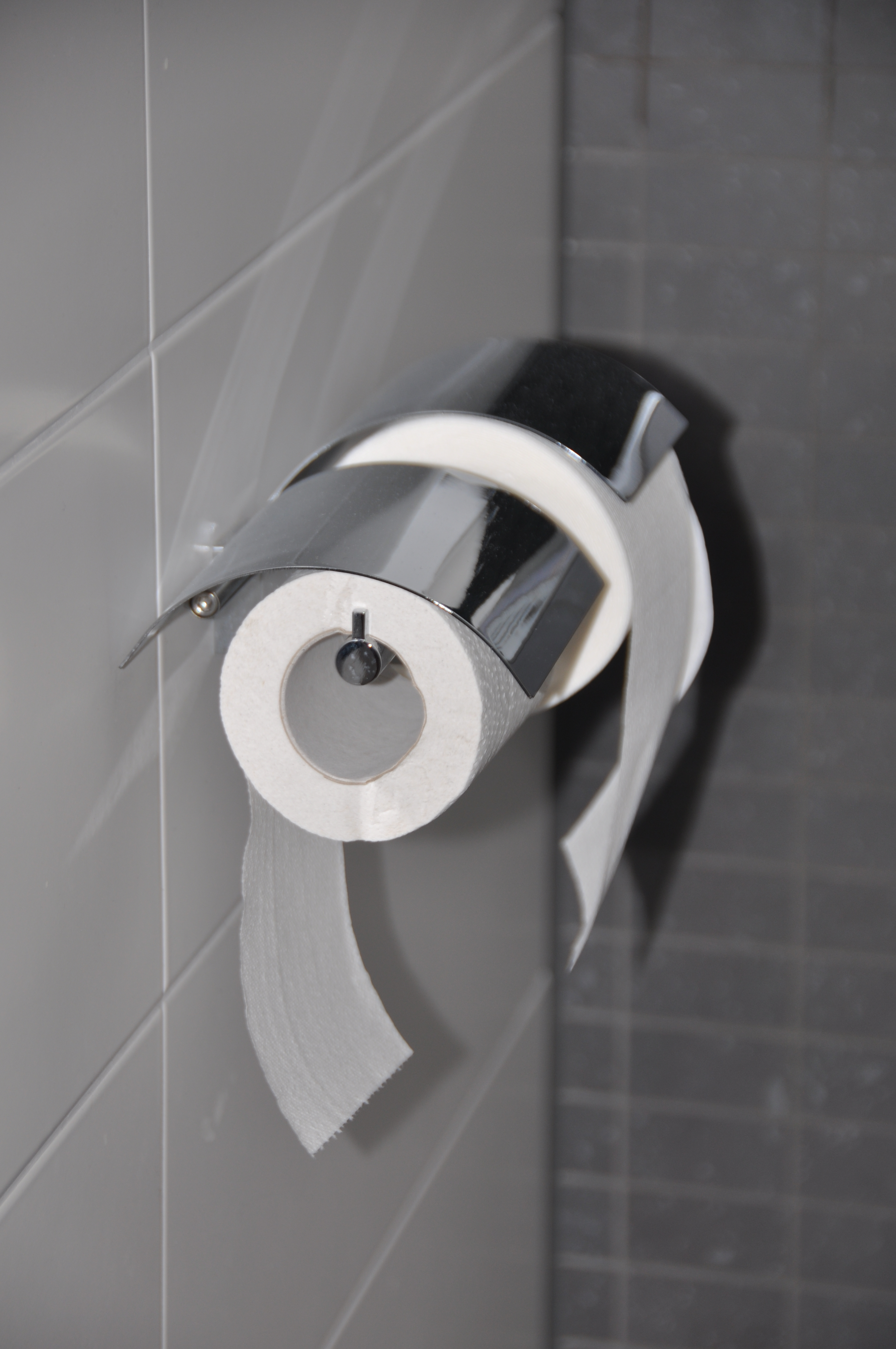
Два держателя рядом: от себя (слева) и к себе (справа)

Туалетную бумагу в виде рулона, как правило, используют на кронштейне с осью, расположенной параллельно поверхности, на которой устанавливается держатель. При этом есть два варианта расположения рулона: бумага из него висит перед рулоном (к себе) или за ним (от себя). Колумнист газеты Chicago Sun-Times Эстер Ледерер (англ. Esther Pauline Lederer) при проведении исследования общественного мнения в 1986 году получила около 15 000 писем, в которых приводились аргументы, основывающиеся на эстетике, лёгкости пользования туалетной бумагой. В опросе принимали участие респонденты разных возрастов, полов и социально-экономического статуса. Некоторые из респондентов предлагали уйти от принудительного расположения рулона, сделав держатели, которые могут поворачиваться из одного положения в другое. Другим компромиссным вариантом являлось наличие сразу двух держателей разного вида.
Позднее этот вопрос изучался профессором социологии Эдгар Бёрнс (англ. Edgar Alan Burns) из института Eastern Institute of Technology в статье «Bathroom Politics: Introducing Students to Sociological Thinking from the Bottom Up». Профессор психологии Кристофер Петерсон (англ. Christopher Peterson) из Мичиганского университета также в своих работах описывает принципы выбора человеком туалетной бумаги, показывая, что это может быть свойством идентичности человека. Данным вопросом занимались и другие учёные, также он поднимался в обсуждении телевидении, ему были посвящены популярные книги.